# 细叶蕗蕨
细叶蕗蕨（学名：Hymenophyllum tenellum）为膜蕨科膜蕨属下的一个种。

## 扩展阅读
- 維基物種上的相關：细叶蕗蕨